# Bufonides
Bufonides is een geslacht van rechtvleugeligen uit de familie doornsprinkhanen (Tetrigidae). De wetenschappelijke naam van dit geslacht is voor het eerst geldig gepubliceerd in 1898 door Bolívar.

## Soorten
Het geslacht Bufonides omvat de volgende soorten:
- Bufonides antennatus Bolívar, 1898
- Bufonides sellatus Hinton, 1940
- Bufonides uvarovi Hinton, 1940